# Adolf Ciborowski
Adolf Ciborowski né le 25 mai 1919 à Varsovie, mort le 26 janvier 1987 dans la même ville, est un architecte polonais.

## Principaux travaux
Il participa en tant qu'architecte en chef à la reconstruction de Varsovie après la Seconde Guerre mondiale de 1956 à 1964. Puis il dirige l'équipe internationale pour la reconstruction de Skopje après le tremblement de terre de 1963.